# 7079 Baghdad
7079 Baghdad este o planetă minoră (asteroid) din Mars-crossing asteroid[*]. A fost descoperită pe 5 septembrie 1986 la Naționalna astronomiceska observatoria - Rojen⁠(d) de Eric Walter Elst și a fost numită după Bagdad. 
Obiectul prezintă o orbită caracterizată de o semiaxă mare de 2,2868293 UAi, o excentricitate de 0,3, o înclinație de 3,88537 ° în raport cu ecliptica.